# Zeissning
Zeissning är en metod att dra ut en sten ur urinledarens nedre del med ett stenfångarinstrument som förs upp via ett cystoskop (ett rörformat instrument för undersökning av urinblåsan). Uppfinningen är uppkallat efter den tyske urologen Ludwig Zeiss (1900-1958), som skapade den 1938.